# Josef Vacek (právník)
Josef Vacek (11. listopadu 1875 Kolín – 24. května 1930 Praha) byl profesor srovnávací pravovědy a církevního práva, působil na Právnické fakultě Univerzity Karlovy v Praze a také na Právnické fakultě Masarykovy univerzity v Brně.

## Život a působení
Narodil se v Kolíně do rodiny školního rady, vyrůstal ale převážně v Příbrami, kde také absolvoval gymnázium. Poté se zapsal ke studiu práv na pražskou právnickou fakultu, v roce 1899 získal doktorát práv. Až do roku 1917 pak působil v justici, zároveň ale pokračoval ve studiu, byl např. na studijních pobytech v Paříži, Berlíně nebo v Londýně. V roce 1908 se v Praze prací Problém mobilární vindikace v západoevropském právu moderním a dějinný jeho vývoj (1906, 1908) habilitoval pro obor srovnávací pravověda a o devět let později zde byl jmenován mimořádným profesorem.
Ihned po založení brněnské univerzity přešel na její právnickou fakultu, kde byl jmenován již řádným profesorem. Přednášel jak srovnávací pravovědu, tak právo církevní a později i právo knihovní. Jedno funkční období zde byl také děkanem. Profesor Vacek však v Brně nezískal bližších přátel a nebyl také příznivcem v té době zde dominantní normativní teorie, značnou pozornost v jeho pojetí práva hrály momenty historické a sociologické. V oblasti výuky církevního práva se nezaměřil na platné kanonické právo, ale spíše na problematiku vztahu církve a státu a na různá řešení, ke kterým v této oblasti přistoupily jednotlivé západoevropské země. 

## Dílo
Ačkoli byl starým mládencem, zvláště se zajímal o institut manželství, v tomto směru publikoval např. práce:
- Pravěk a manželství (1912, 1913),[5]
- Naše revoluce a manželství (1920),[6]
- Manželské právo dle názorů církve římsko-katolické u srovnání s hlavními názory moderních právních systémů (1922, 1924),[7]

Práce z církevního prostředí:
- Právní názory církve římsko-katolické ve světle dějin (1923).[8]